# Dehradun
Dehradun là một thành phố và là nơi đặt hội đồng thành phố (municipal corporation) của quận Dehradun thuộc bang Uttarakhand, Ấn Độ.
Nằm trong khu vực Garhwal, thành phố có cự ly 236 km về phía bắc thủ đô New Delhi Ấn Độ và là một trong những thành phố thành phần của Vùng Thủ đô Quốc gia (NCR) đang được phát triển như một trung tâm thay phát triển để giúp giảm bớt sự bùng nổ dân số và di cư trong khu vực trung tâm Delhi. Dehradun nằm ở thung lũng Doon trên chân dãy Himalaya nằm giữa sông Hằng ở phía đông và sông Yamuna ở phía tây. Thành phố này nổi tiếng với phong cảnh đẹp như tranh vẽ và khí hậu hơi ôn hoà hơn và cung cấp một cửa ngõ vào khu vực xung quanh. Nó cũng được kết nối giao thông tốt và gần với các điểm đến du lịch Himalaya như Mussoorie, Nainital và Auli và các thành phố linh thiêng của người Hindu Haridwar và Rishikesh cùng với vòng tròn hành hương Himalaya Char Dham.

## Nhân khẩu
Theo điều tra dân số năm 2001 của Ấn Độ, Dehradun có dân số 447.808 người. Phái nam chiếm 53% tổng số dân và phái nữ chiếm 47%. Dehradun có tỷ lệ 77% biết đọc biết viết, cao hơn tỷ lệ trung bình toàn quốc là 59,5%: tỷ lệ cho phái nam là 81%, và tỷ lệ cho phái nữ là 72%. Tại Dehradun, 10% dân số nhỏ hơn 6 tuổi.